# Апатин
Апатин је градско насеље у Србији и седиште истоимене општине у Западнобачком округу. Према попису из 2022. било је 14.613 становника (према попису из 2011. било је 17.411 становника).

## Географија
Апатин је смештен у северозападној Бачкој, на левој обали Дунава, где чини границу са Хрватском. Територија општине захвата површину од 333 km², налази се између општина Сомбор и Оџаци. Остала насеља у општини су Купусина, Пригревица, Свилојево и Сонта. Канал Дунав—Тиса—Дунав прелази преко територије општине и приближава се Апатину на три километра. Према свом положају, општина привредно гравира Бачкој Паланци и Сомбору као економским и културним центрима региона.

### Апатински рит
Подручје Апатинског ритa представља подручје величине преко 5.000 хектарa који се простиру дуж леве обале Дунава, настављајући се на Моношторски рит, у шумско-мочварном појасу насталом радом реке Дунав, од Апатина до моста код насеља Богојево. Заједно са Моношторским ритом чини целину Специјалног резервата природе „Горње Подунавље“, данас тек дела некада много веће поплавне долине Дунава. За разлику од свог „северног“ суседа, који је изградњом одбрамбеног насипа готово у целости остао одсечен од Дунава, Апатински рит се својим већим делом и данас налази у поплавној зони, што га чини једним од ретких преосталих целовитих подручја на којима владају готово неизмењени хидролошки услови који су и учинили ово подручје тако биолошки разнолико. Изливајући се и повлачећи сваке године, Дунав наноси плодни муљ из кога се изнова рађа више него богат живи свет овог подручја. Читавих 3.500 хектара Апатинског рита под директним је утицајем водног режима друге највеће европске реке, бивајући периодично, најчешће у пролеће, поплављено, носећи са собом велике количине отопљеног снега са планина.
Због задржане изворности водног режима, на овом подручју су се задржала карактеристична ритска обележја, као што су последњи велики фрагменти природних ритских шума, састављених од врба, топола и храстова, као и бројни рукавци, мртваје и баре, који овај рит сврставају у ред најзначајнијих мрестилишта на подручју читавог тока Дунава. Налазећи се управо наспрам Копачког рита, односно ушћа Драве у Дунав, представља јединствену и нераскидиву еколошку целину значајну за опстанак многих врста везаних за влажна станишта, понајвише птица као што су црна рода, орао белорепан и бројне чапље. Осим као изузетно важно поплавно подручје, Апатински рит се, најзад, издваја и као подручје на коме су се одржале неке од најлепших традиционалних вредности живота у Подунављу, попут бродотесарства и риболова. Иако не у мери у којој су се ове делатности некада одвијале, и данас је жива традиција дунавских аласа и прављења карактеристичних чамаца, тзв. „апатинаца“.

### Слободна зона Апатина
Слободна царинска зона, Робно-транспортни центар и Лука са пристаништем чиниће привредну целину под називом Слободна зона Апатин, односно Логистички центар са интермодалним терминалом, која заузима површину од 160 хектара земљишта уз реку Дунав и представља један од потенцијално највећих капиталних привредних подухвата у региону.

## Историја
У северозападном делу пространих бачких равница, на левој обали Дунавa, сместио се Апатин, један од најлепших градова Војводине.
Изузетно повољан географски положај, близина реке и природна богатства овог краја (плодно земљиште, шуме поред реке, обиље рибе по ритовима и рукавцима и дивљач у шумама) одувек су привлачили људе да се овде насељавају, па се тако још у праисторији смењују културе Сармата, Келта, Гота и других народа.
У 1. веку, за време римских освајања, насеље је претворено у војни шанац са утврђењима и имало је значајну улогу у одбрани провинције Паноније. У 6. веку долазе Словени, a 896. године Мађари и на овом простору оснивају своју државу у којој су ипак Словени чинили већину становништва.
Апатин се први пут спомиње у писаним документима 1011. године, а име је добио по опатији Калочке бискупије.
У 14. и 15. веку на овим просторима су феудална имања, чији су господари подигли дворце око којих се насељавају рибари, ловци, лађари и воденичари. Апатин се 1417. године спомиње као посед Стефана Лазаревића. Под турску власт пао је 1541. године и био под њом пуних 140 година. Од 16. до 18. века, километар узводно од Апатина је постојао Букчиновац (Бокченовићи, Богчиновац), „гусарско насеље”.
Део досељеника из велике сеобе под Арсенијем Чарнојевићем 1690. године насељава се у Апатину, Сомбору и Пригревици. 1748. године у Апатин долазе немачки колонисти, a српска насеља су силом расељена, углавном у Стапар. Колонисти су дошли из разних крајева. Сабирни центар је био у Улму, a одатле су превожени Дунавом до Апатина, који је постао главна база немачке експанзије у Војводини, добијајући притом и посебну подршку у развоју. Недалеко од пристаништа подигнута је црква и изграђен центар са тргом. Подижу се јавне зграде, школе, рибарске станице, занатске радионице и стамбене зграде. Дворска комора убрзано подиже и привредне објекте: 1756. пивару и пецару, a 1764. једну од највећих текстилних радионица у Бачкој. 1760. године Апатин је проглашен за град и стално трговиште са посебним статусом.
Крајем 18. века катастрофална поплава продрла је у стари центар, уништила га са свим објектима, те са собом однела и пола насеља. Нови центар формиран је североисточно од Пиваре, чиме је утемељено уобличавање града које се у великој мери сачувало до данас. Током XVIII и прве половине 19. века Апатин је доживео снажан економски успон, пре свега захваљујући занатству, трговини и бродоградњи. Већ 1869. године основане су банке и штедионица, чиме су отворена врата и убрзаном индустријском развоју. Године 1876. започето са званичним мерењем водостаја на реци Дунав. Велики број циглана (36) производио је циглу и цреп, a њима су грађени и покривени многи објекти у Бечу и већина у Пешти. 1912. године Апатин је повезан железничком пругом са Сомбором и Сонтом. 1920. године основано је бродоградилиште, које је у новије време модернизовано и опремљено специјалним лифтом за брзо извлачење бродова на док.
После капитулације Југославије 1941. године Апатин је ушао у састав Хортијеве Мађарске. За време Батинске битке фронт се протезао све до Апатина и Богојева, a сам град је постао права ратна база. Партизанске јединице ослободиле су Апатин 24. октобра 1944. године.
Према плану колонизације, новембра 1945. године, у Апатин су стигле прве борачке породице из Лике и национални састав града је промењен. До 1953. године укупно је насељена 1.061 породица са 6.258 чланова. Град се додатно развија, све до 1990-их. Током распада СФРЈ, град су бомбардовале хрватске снаге са положаја на десној обали Дунава (на почетку рата у Хрватској).

## Демографија

### Етнички састав 1910.[3]
|  | Немци | Мађари | Јевреји | Срби |  |
|  | ----- | ------ | ------- | ---- |  |
|  | 11661 | 1061   | 126     | 71   |  |

### Демографија
У насељу Апатин живи 15639 пунолетних становника, а просечна старост становништва износи 40,2 година (38,6 код мушкараца и 41,7 код жена). У насељу има 6730 домаћинстава, а просечан број чланова по домаћинству је 2,84.
Ово насеље је углавном насељено Србима (према попису из 2002. године), а примећен је пад у броју становника.
|             | \| Демографија[4] \| Демографија[4] \| Демографија[4] \| \| Година \| Становника \| Становника \| \| -------------- \| -------------- \| -------------- \| \| 1948. \| 13.195 \| \| \| 1953. \| 14.465 \| \| \| 1961. \| 17.191 \| \| \| 1971. \| 17.565 \| \| \| 1981. \| 18.320 \| \| \| 1991. \| 18.389 \| 17.938 \| \| 2002. \| 19.320 \| 19.933 \| \| 2011. \| 17.411 \| \| |            |
| Демографија | |            |
| Година      | Становника | Становника |
| 1948.       | 13.195 |            |
| 1953.       | 14.465 |            |
| 1961.       | 17.191 |            |
| 1971.       | 17.565 |            |
| 1981.       | 18.320 |            |
| 1991.       | 18.389 | 17.938     |
| 2002.       | 19.320 | 19.933     |
| 2011.       | 17.411 |            |

| Етнички састав према попису из 2011.‍ | Етнички састав према попису из 2011.‍ | Етнички састав према попису из 2011.‍ | Етнички састав према попису из 2011.‍ | Етнички састав према попису из 2011.‍ |
| ------------------------------------ | ------------------------------------ | ------------------------------------ | ------------------------------------ | ------------------------------------ |
|                                      |                                      |                                      |                                      |                                      |
| Срби                                 | Срби                                 |                                      | 12.830                               | 73,69%                               |
| Румуни                               | Румуни                               |                                      | 1.013                                | 5,82%                                |
| Мађари                               | Мађари                               |                                      | 732                                  | 4,20%                                |
| Хрвати                               | Хрвати                               |                                      | 557                                  | 3,20%                                |
| Роми                                 | Роми                                 |                                      | 405                                  | 2,32%                                |
| Немци                                | Немци                                |                                      | 163                                  | 0,93%                                |
| Југословени                          | Југословени                          |                                      | 126                                  | 0,72%                                |
| Црногорци                            | Црногорци                            |                                      | 64                                   | 0,36%                                |
| Македонци                            | Македонци                            |                                      | 29                                   | 0,16%                                |
| Буњевци                              | Буњевци                              |                                      | 26                                   | 0,15%                                |
| Словаци                              | Словаци                              |                                      | 20                                   | 0,11%                                |
| Муслимани                            | Муслимани                            |                                      | 17                                   | 0,09%                                |
| Албанци                              | Албанци                              |                                      | 13                                   | 0,07%                                |
| Словенци                             | Словенци                             |                                      | 8                                    | 0,04%                                |
| Руси                                 | Руси                                 |                                      | 5                                    | 0,03%                                |
| Русини                               | Русини                               |                                      | 5                                    | 0,03%                                |
| Бошњаци                              | Бошњаци                              |                                      | 3                                    | 0,01%                                |
| Горанци                              | Горанци                              |                                      | 3                                    | 0,01%                                |
| Украјинци                            | Украјинци                            |                                      | 2                                    | 0,01%                                |
| Бугари                               | Бугари                               |                                      | 1                                    | 0,00%                                |
| Власи                                | Власи                                |                                      | 1                                    | 0,00%                                |
| остали                               | остали                               |                                      | 49                                   | 0,28%                                |
| Регионална припадност                | Регионална припадност                |                                      | 184                                  | 1,05%                                |
| неизјашњени                          | неизјашњени                          |                                      | 976                                  | 5,60%                                |
| непознато                            | непознато                            |                                      | 179                                  | 1,03%                                |
| укупно: 17.411                       |                                      |                                      |                                      |                                      |

| Година пописа     | 1948. | 1953. | 1961. | 1971. | 1981. | 1991. | 2002. |
| ----------------- | ----- | ----- | ----- | ----- | ----- | ----- | ----- |
| Број домаћинстава | 3.885 | 3.946 | 5.237 | 5.343 | 6.097 | 6.172 | 6.730 |

| Број чланова      | 1     | 2     | 3     | 4     | 5   | 6   | 7  | 8  | 9 | 10 и више | Просек |
| ----------------- | ----- | ----- | ----- | ----- | --- | --- | -- | -- | - | --------- | ------ |
| Број домаћинстава | 1.349 | 1.715 | 1.419 | 1.515 | 475 | 187 | 40 | 21 | 6 | 3         | 2,84   |

| Пол    | Укупно | Неожењен/Неудата | Ожењен/Удата | Удовац/Удовица | Разведен/Разведена | Непознато |
| ------ | ------ | ---------------- | ------------ | -------------- | ------------------ | --------- |
| Мушки  | 7.908  | 2.541            | 4.703        | 351            | 297                | 16        |
| Женски | 8.545  | 1.877            | 4.747        | 1.434          | 473                | 14        |
| УКУПНО | 16.453 | 4.418            | 9.450        | 1.785          | 770                | 30        |

| Пол    | Укупно                    | Пољопривреда, лов и шумарство | Рибарство                            | Вађење руде и камена | Прерађивачка индустрија       |
| ------ | ------------------------- | ----------------------------- | ------------------------------------ | -------------------- | ----------------------------- |
| Мушки  | 3.305                     | 357                           | 5                                    | 1                    | 1.462                         |
| Женски | 2.668                     | 113                           | 0                                    | 0                    | 1.027                         |
| УКУПНО | 5.973                     | 470                           | 5                                    | 1                    | 2.489                         |
| Пол    | Производња и снабдевање   | Грађевинарство                | Трговина                             | Хотели и ресторани   | Саобраћај, складиштење и везе |
| Мушки  | 21                        | 249                           | 283                                  | 133                  | 237                           |
| Женски | 3                         | 51                            | 417                                  | 194                  | 59                            |
| УКУПНО | 24                        | 300                           | 700                                  | 327                  | 296                           |
| Пол    | Финансијско посредовање   | Некретнине                    | Државна управа и одбрана             | Образовање           | Здравствени и социјални рад   |
| Мушки  | 37                        | 36                            | 245                                  | 93                   | 70                            |
| Женски | 91                        | 63                            | 137                                  | 173                  | 269                           |
| УКУПНО | 128                       | 99                            | 382                                  | 266                  | 339                           |
| Пол    | Остале услужне активности | Приватна домаћинства          | Екстериторијалне организације и тела | Непознато            | Непознато                     |
| Мушки  | 70                        | 0                             | 1                                    | 5                    | 5                             |
| Женски | 70                        | 1                             | 0                                    | 0                    | 0                             |
| УКУПНО | 140                       | 1                             | 1                                    | 5                    | 5                             |

## Привреда
У општини Апатин извоз је у првих десет месеци протекле године био већи од увоза и то са индексом од 107,12%. Конкретније, апатинска општина извезла је робе у вредности од 11.863.867 $, док је за исти период увезено робе у вредности од 11.074.962 $.
У Апатину се налази највећа српска пивара, Апатинска пивара, саграђена 1756. године.

### Приватизација
Путем јавне аукције и тендера у апатинској општини приватизовано је 10 предузећа и то „Апатекс“, бродоградилиште „Апатин“, „Апос“, „Хладњача“, „Корпара“, „Метал“, „Подунавље“, „Први мај“, „Војводина“, сви из Апатина и друштвено предузеће „Сонта“ из Сонте. Продајна цена свих наведених предузећа износила је 162.283.000 дин, док је минимум инвестиција у ова предузећа 146.382.000 дин. Укупан број запослених у приватизованим предузећима, у моменту њихове продаје, био је 1.456.

## Туризам
Апатин је популарна туристичка дестинација са занимљивим и у светским размерама богатим туристичким потенцијалом због близине шума и Дунава. Сваке године, почетком јула, одржавају се „Апатинске рибарске вечери“. Обично трају седам дана и одржавају се већ 47 година, а на којима су најатрактивнија надметања у такмичењу спортских риболоваца за Златну рибицу и за Златни котлић, који традиционално осваја најбољи кувар рибљег или фиш паприкаша.
Општинско веће општине Апатин је на својој седници од 21. јула 2010. године установило општинску манифестацију ЛИЧКА ОЛИМПИЈАДА са циљем неговања традиционалних старих спортова (бацање камена са рамена, претезање конопца, обарање руке, скок из места у вис и у даљ, пењање уз стожину и др., као и културе, обичаја, фолклора и успомена личког народа, његових потомака и пријатеља. У будућности Личка олимпијада биће повод и место за дружење, братимљење и продубљивање пријатељских веза са личким живљем из других крајева, енклава и дијаспора Српског народа од Апатина, главног и највећег града Личана у Србији и братског Невесиња, па све до америчког Чикага, највећег личког града у свету. Апатинска Личка олимпијада одржаваће се сваке године 28. августа на велики хришћански празник Велика Госпојина. Ове године на 1. Личкој олимпијади у Апатину, која ће се одржати у Бањи Јунаковић, такмичиће се преко двадесет екипа из: Новог Сада, Бачке Паланке, Суботице, Ужица, Бачког Грачаца, Сомбора, Пригревице, Будисаве, Пландишта, Бачког Брестовца, Апатина, Београда и др. Главни покровитељ 1. Личке олимпијаде је Апатинска пивара Апатин.
Поред Апатинске Личке олимпијаде, одржава и манифестација Лички вишебој.

## Међународна Марина Апатин
Крајем јула 2009. године, отворена је Међународна марина у Апатину, која спада у ред најсавременијих марина на Дунаву. Простире на 1,4 хектара површине, капацитет јој је око 400 пловила, од тога 120 јахти. На сваком понтонском везу обезбеђени су за свако, у лучки простор приспело пловило прикључци: за струју, воду и гориво. У склопу Марине изграђена је модерна бензинска пумпа са првим покретним објектом у Србији за трансфер и танковање пловила горивом — директно на води. Апатинска Марина једина је на целом току Дунава са понтонима од лаког пливајућег бетона, израђених по шведској технологији.
Марину, као заштитни знак краси бронзана скулптура Богиње Нике са Андрејевим крстом у једној руци и стилизованим крилом уместо друге руке. Скулптура је са постаментом висока 8 метара, а рад је Драгана Раденовића, познатог савременог српског вајара из Београда. У комплексу Марине налази се и велелепно здање Дома спортских риболоваца. Марина на својој обали располаже и са зградом у којој се налази 10 апартмана, 100 кабина и велики број купатила, као и других маркетиншких садржаја за потребе и смештај њених наутичких гостију и корисника. Марина је ове 2010. године била и циљно одабрана лука, односно адреса за преко 130 учесника 55-те ТИД-ове кајакашке регате, највеће речне регате на свету.

## Пристан за белу флоту
Након више од сто година када је Апатин имао пристаниште на Дунаву, са кога се извозила пшеница за Америку, изграђен је апатински Пристан за путничке бродове, стациониран на само неколико стотина метара од Међународне марине, на живом Дунаву испред улаза у зимовник. а у близини православног Храма Сабор светих апостола и Чарде Златна круна. У току је утврђивање обале код Пристана, са идејом, да се уз помоћ Европске уније исти изгради до локације Међународне марине и тим градитељским потезом Апатин коначно изађе на леву обалу свог Дунава.
Обалски простор Пристана, као заштитни знак, краси скулптура Сиве чапље назване Ања, а израђене од прохрома, рад Николе Симијановића, ликовног уметника из Новог Сада. На апатински Пристан за белу флоту, одмах по отварању упловили су и пристали аустријски путнички брод Моцарт и немачки Der kleiner Prince — Мали принц. Под великим налетом леда пристан је тешко оштећен средином јануара 2017. године и више није у функцији. Локалне власти су најавиле обнову пристана, али она још увек није започета.
У непосредној близини апатинског Пристана налази се речно Бродоградилиште Апатин, познато по синхро лифту — хелингу са којим функционално располаже, а у коме могу да се ремонтују путнички и теретни бродови.

## Бања
Четири километра од града Апатина налази се Бања „Јунаковић“ која нуди рехабилитационе здравствене услуге, организовање семинара и симпозијума, организовани опоравак радника и пензионера и смештај ловаца. Садржи комплекс спољних базена, терене за мали фудбал, рукомет и тенис, атлетску стазу, теретану, затворени терапијски базен и две сауне, које омогућавају организовање припрема спортиста. За свој рад Бања „Јунаковић“ је добила многа признања.

## Спорт
Апатин има дугу спортску традицију. Најпознатији спортиста са ових простора је Жељко Ребрача, мада су и многи други заступали Југославију и Србију на међународним такмичењима. Први спортски клуб који је у Апатину основан још крајем 19. века било је Удружење клизача на леду. Између два светска рата, у граду су неколико година постојали и тениски и ватерполо клуб, а 1928. године основан је ФК "Три звезде" чији покровитељ је била истоимена фабрика чарапа - једна од највећих у међуратној Југославији - у власништву апатинског Јеврејина Адалберта Шефера. У два наврата - 1931. и 1932. године - тај клуб је играо квалификације за тадашњу Прву југословенску фудбалску лигу, али у њу није успео да се пласира. У првом покушају, ривали су му били БСК и Југославија из Београда, па су на стадиону поред Дунава, пред до тада незапамћених више од 11.000 гледалаца (Апатин је тада имао мање од 10.000 становника), играли и Благоје - Моша Марјановић и Александар Тирнанић - Тирке. У другом, такође неуспелом покушају да се пласира у елитно југословенско фудбалско такмичење, ривал "Три звезде" био је НК Сплит (Josef Senz: Sport in Apatin, Straubing 1972).
Сумрак "Три звезде" почео је средином тридесетих година, после доласка Адолфа Хитлера на власт у Немачкој, када је Апатин постао један од најзначајнијих центара Културбунда у Југославији, а градско руководство које је следило ту идеологију од Шефера преузело клуб и преименовало га у ФК Апатин.
Познатији спортски клубови из Апатина у периоду после Другог светског рата су ФК Младост, РК Апатин, Кајакашки клуб Панонија, Карате клуб Партизан, Атлетски клуб Апатин, ОРК Апатин и Боксерски клуб Младост.
У ФК Младост која се неколико сезона такмичила у Првој фудбалској лиги СР Југославије, својевремено је поникло више фудбалера који су, касније, били вишегодишњи стандардни првотимци југословенских прволигашких клубова, као што су Милош Цетина (ФК Спартак из Суботице и ФК Борац из Бањалуке), Саво Филиповић (РФК Нови Сад и НК Ријека), Драгослав Дубајић (ФК Рад из Београда и ФЦ Линц из Аустрије), Александар Смиљанић (ФК Хајдук из Куле), Мићо Смиљанић (ФК Спартак из Суботице) и Слободан Бачић (ФК Хајдук из Куле).
Истовремено, РК Апатин је такође дао низ касније афирмисаних прволигашких рукометаша, међу којима су најистакнутији Ђуро Јелача (РК Југовић из Каћа), Зоран Ћалић (РК Црвенка и РК Југовић из Каћа, касније интернационалац у Француској где и данас живи), Бранислав Медић (РК Црвенка) и Бранислав Новаковић (РК Црвена звезда) који је наступао и за репрезентацију Југославије.
Током педесетих, шездесетих и седамдесетих година 20. века, изузетно успешан и веома популаран био је и Боксерски клуб Младост (касније ОБК Апатин) који се једно време такмичио у Првој боксерској лиги тадашње Југославије. Тај клуб је дао два сениорска првака (Лабуд Шкорић и Адам Пашић) и више омладинских државних првака (Боро Мудринић, Илија Родић, Стево Јованић, Ђорђе Гајчин, Бранислав Аџић, Милан Рашета, Милан Опала, Младен Каурин и Драган Бајак).

## Познате личности
- Милан Лемаић (1956), каратиста (4. дан) и карате судија
- Пал Абрахам (1892—1960), композитор
- Адам Беренц (1898—1968), католички свештеник, новинар и противник нацизма
- Јован Лакатош (*1944), орнитолог
- Ђула Партош (1845—1916), архитекта
- Ференц Рајхл (1869—1960), архитекта
- Жељко Ребрача (*1972), кошаркаш
- Ервин Шинко (1898—1967), писац
- Каспар Фишер (1772—1829), градитељ оргуља
- Миодраг Борисављевић (1893—1978), књижевник и приповедач
- Лабуд Шкорић (1943—2012), првак Југославије у боксу
- Зоран М. Мандић (1950), песник и књижевни критичар
- Горан Чегар (1977), спортиста
- Мариана Чегар Лукић (1979), спортиста
- Душан Радивојевић (1954), песник
- Сава Филиповић (1951), фудбалер
- Душан Хиркс (1964-2013), фудбалер
- Ђорђе Вукмировић (1954), новинар и публициста
- Проф. др Милорад Ђукић (1953), професор Универзитета у Новом Саду
- Милорад Блануша - Мицин (1949), сликар
- Милош Цетина (1950), фудбалер
- Др Живорад Смиљанић (1942—2019), лекар, политичар и председник Скупштине Војводине
- Проф. др Тихомир Вејновић (1959), гинеколог, професор Универзитета у Новом Саду
- Слободан Бурсаћ (1941—1993), диригент
- Mара Вуковић (1972), писац
- Златко Васић (1973), писац
- Марина Гајчин (2001), ФИДЕ велемајстор, трећа шахисткиња на рејтинг листи ШСС (2235)

## Галерија
- Градска кућа
- Православни храм
- Поглед на храм са Дунава ноћу
- Храм Сабор Светих Апостола зими
- Поглед на храм и Дунав
- Сабор светих апостола у Апатину
- Католичка црква
- Бронзана скулптура Николе Тесле
- Скулптура Николе Тесле и мурал у част аласа
- Фонтана и скулптура Николе Тесле на тргу
- Панорама трга Николе Тесле
- Бина на тргу Николе Тесле
- Мурал у част аласа
- Богиња Ника — Међународна марина Апатин
- Скулптура Ања, рад Николе Симијановића
- Улица српских владара ноћу
- Културни Центар
- Фонтана у улици Српских Владара
- Фонтана испред Панонске банке
- Маузолеј породице Шпајзер
- Дунав код Апатина
- Дунав код Апатина — Зимовник
- Поглед на град са реке
- Дунав код Апатина — Харчашки канал
- Залазак сунца на Дунаву код Апатина
- Дунав код Апатина — Велики Лиман
- Дунав код Апатина
- Дунав код Апатина
- Дунав код Апатина
- Дунав код Апатина
- Међународна Марина Апатин
- Купалиште Мотел код Апатина
- Зграда музичке школе
- Трг Николе Тесле ноћу

#### Географске карте
- Мапе, аеродроми и временска ситуација локација (Fallingrain)
- Сателитска мапа
- Гугл сателитска мапа
- План насеља на мапи (Mapquest)